# Erites pseudofalcipennis
Erites pseudofalcipennis är en fjärilsart som beskrevs av Hans Fruhstorfer 1911. Erites pseudofalcipennis ingår i släktet Erites och familjen praktfjärilar. Inga underarter finns listade i Catalogue of Life.